# Astroïde

Une astroïde.

Une astroïde est une courbe plane, qui peut se définir de plusieurs façons. En particulier, il est possible de l'obtenir en faisant rouler un cercle de rayon r=¼ à l'intérieur d'un cercle de rayon 1. Pour cette raison, l'astroïde est une hypocycloïde de cercle à quatre points de rebroussement. 
Une astroïde peut être définie par l'équation paramétrique suivante :
{\displaystyle {\begin{cases}x(t)=\cos ^{3}(t)\\y(t)=\sin ^{3}(t)\end{cases}}}
Sur la figure ci-contre a été tracé en vert un segment de longueur 1 reliant un point de l'axe des abscisses à un point de l'axe des ordonnées. Il est tangent à l'astroïde. Pour cette raison, l'astroïde peut être vue comme la courbe enveloppe de la famille des segments vérifiant ces propriétés. Pour décrire cette famille par une image, on évoque souvent une échelle glissant le long d'un mur.

Construction d'une astroïde par roulement d'un cercle inscrit.

L'astroïde admet pour équation cartésienne
{\displaystyle (x^{2}+y^{2}-1)^{3}+27x^{2}y^{2}=0.}
C'est une courbe algébrique de degré 6 et de genre nul (une sextique rationnelle).
L'équation polaire est
{\displaystyle r={\frac {|\sec \theta |}{(1+\tan ^{2/3}\theta )^{3/2}}}}.

## Symbole
L'astroïde est quelquefois utilisée comme élément graphique, par exemple dans les cartes à jouer (le carreau dans certaines collections de cartes) ou le drapeau de Portland.

Le 10 de carreau
Le drapeau de Portland